# François Méchali
François Méchali, né le 21 mai 1950 à Alger, est un contrebassiste français.

## Biographie
Il étudie la contrebasse classique au conservatoire de Versailles puis découvre le jazz et s'y convertit en découvrant le trio Bill Evans/Scott LaFaro/Paul Motian et l'album Essence, de Don Ellis et Gary Peacock (1962).
En 1968 il fonde le Cohelmec, dans le cadre duquel il travaillera pendant près de dix ans, avec Jean Cohen, Dominique Elbaz et son frère Jean-Louis. Durant la même période, il multiplie les participations à divers projets: avec Mico Nissim, Anthony Braxton, Joachim Kühn, Oliver Johnson, Robin Kenyatta, Kenny Wheeler, Antoine Duhamel. Son association avec ce dernier dans le domaine de la musique contemporaine durera une dizaine d'années.
Il fait plus tard d'autres rencontres qui le mèneront à de nombreuses autres collaborations prestigieuses: Jacques Di Donato, Dave Burrell, Stu Martin, Enrico Rava, Steve Lacy, André Jaume, Michel Petrucciani, Byard Lancaster, Mike Zwerin etc. Il accompagne Joe McPhee dans ses tournées en Europe en 1981-1982. Les années 1980 sont prolifiques et il intègre de nombreuses formations, quelquefois en qualité de leader. Plus tard, il s'intéresse davantage à la composition et à la direction orchestrale.
Virtuose, en particulier connu pour exceller dans la technique de jeu en double corde, il exerce dans des domaines variés allant du jazz modal à la musique improvisée en passant par certains registres de jazz plus traditionnels.
Il enseigne actuellement le jazz au conservatoire de Caen.

## Sources
- Philippe Carles, André Clergeat et Jean-Louis Comolli, Dictionnaire du jazz, Ed. Robert Laffont, Coll. Bouquins, Paris, 1994,  (ISBN 2-221-07822-5)